# Kufoníssia
Kufoníssia (grec: Κουφονήσια, 'les illes buides') és un grup d'illes gregues del grup de les Petites Cíclades, situades al sud de l'illa de Naxos, municipi al qual pertanyen. Les illes principals són Ano Kufonissi, l'única habitada permanentment, i Kato Kufonissi; sovint també s'hi inclou Keros, que és més gran però roman deshabitada.
Ano Kufonissi (o Pano Kufonissi) és la més important, amb uns 300 habitants i uns 6 km². El port, població principal, està situat al sud, i connecta Naxos, Skhinussa, Amorgos i Donusa. Tal com passa a les altres illes de les Cíclades Menors, no té aigua pròpia, i s'ha de transportar de fora, sobretot en època turística. Kato Kufonissi, per la seva banda, no té població permanent, i solament hi viu ha residents a l'estiu; té uns 4 km² de superfície.
A l'antiguitat, el grup d'illes s'anomenava Facusses (grec antic: Φάκουσσαι, llatí: Phacussae, 'abundoses en llentilles'; modernament també Fecussa), i l'illa principal (Ano Kufonissi), simplement Facussa. Depenien de Naxos, i a l'illa principal hi hagué una petita població en època hel·lenística i romana, situada sota l'actual Khora, vora l'església d'Àgios Geórgios (Sant Jordi).